# 巴里奥斯德科利纳
巴里奥斯德科利纳，是西班牙卡斯蒂利亚-莱昂布尔戈斯省的一个市镇。总面积24平方公里，总人口74人（2001年），人口密度3人/平方公里。